# Pastoriza
Pastoriza  (en gallego y oficialmente A Pastoriza) es una villa, parroquia y municipio español de la provincia de Lugo, comunidad autónoma de Galicia, perteneciente a la comarca de Tierra Llana. Por él  discurre el río más importarte de Galicia y uno de los más caudalosos de España, el río Miño, que nace en el vecino municipio de Meira.

## Historia
Aunque diferentes vestigios arqueológicos demuestran la existencia de asentamientos humanos primitivos, una de las épocas más relevantes de este municipio se circunscribe a la actual parroquia de Bretoña, en el siglo V. Diversos autores defienden la existencia en esta zona de una sociedad cristiana procedente de la Bretaña. Se cree que fueron ellos los que fundaron un obispado bretón.
En la Baja Edad Media, estas tierras fueron propiedad del cabildo mindoniense, de los monasterios de Meira y Lourenzá y del conde de Lemos.
En el siglo XIX destaca la cruenta batalla que los britonienses protagonizaron contra las tropas de Napoleón en la sierra de Carracedo.

## Geografía humana

### Organización territorial
El municipio está formado por ciento ochenta y dos entidades de población distribuidas en diecinueve parroquias:
- Aguarda[1] (San Martiño)[5][7]
- Alvare[1] (Santa María)[5][7]
- Baltar (San Pedro Felix)[5]
- Bretoña (Santa María)
- Cadabedo[1] (San Bartolomeu)[5][7]
- Corvelle[1] (San Martiño)[5][7]
- Crecente (El Salvador)[5]
- Fuenmiñana[1]
- Gueimonde (San Mamede)
- Lagoa (San Xoán)
- Loboso (San Andrés)[5][7]
- Pastoriza (El Salvador)[5]
- Piñeiro (San Cosme)[5][1]
- Pousada (Santa Catalina)[5]
- Reigosa (Santiago)
- Rigueira (San Vicente)[5][7]
- Saldange[1]
- Ubeda[1] (San Xoan)[5]
- Vián (Santa María)

### Demografía
Cuenta con una población de 2787 habitantes (INE 2024).
| Gráfica de evolución demográfica de A Pastoriza entre 1842 y 2021 |
| |
| Población de derecho según los censos de población del INE Población de hecho según los censos de población del INEEn estos censos se denominaba Pastoriza: 1842, 1857, 1860, 1877, 1887, 1897, 1900, 1910, 1920, 1930, 1940, 1950, 1960, 1970 y 1981 |

#### Parroquia y villa
Gráfica demográfica de la villa y parroquia de Pastoriza según el INE español:
| Gráfica de evolución demográfica de Pastoriza entre 2000 y 2022 |
|                                                                 |
| Datos según el nomenclátor publicado por el INE.                |

## Monumentos
El patrimonio artístico de Pastoriza destaca por sus numerosos cruceiros, capillas e iglesias rurales que salpican todo el término municipal. El templo de Bretoña se considera cuna de la diócesis de Mondoñedo-Ferrol, porque fue la antigua sede episcopal de la Diócesis de Britonia hasta el siglo VIII.
En la laguna de Fomiñá, nacimiento del río Miño, hay un monumento y un cruceiro, obras de Paz Picallo y Manuel Mayo, respectivamente.

## Festividades
- San Salvador, Pastoriza (septiembre).
- Santa María, en Bretoña (23-25/agosto y 8 de septiembre).
- Santiago, en Reigosa (25/julio).
- San Pedro, en Regueira (29/junio).
- Fiesta Celta, en Bretoña (agosto).
- Virgen del Carmén, en Ubeda (2.ªsemana de julio).
- San Juan en Lagoa (en torno al 24 de junio).
- San Bartolo en Cadavedo (en torno al 24 de agosto).
- Santísima Trinidad en Vián (a finales de mayo o principios de junio).
- San Adriano en Fitoiro (domingo entre el 22 y el 28 de junio).
- San Cosme, en Castiñeira 27 de septiembre.
- San Martiño en Aguarda, finales de mayo.
- Álvare, 28 e 29 de mayo.
- Crecente tercer fin de semana de julio.
- Festa da bola de liscos e das freces en Bretoña (27 de marzo).
- Feira do Gando primer domingo de junio en Bretoña.
- San Antonio en Francos el día 17 de enero.
- Fiestas en Saldanxe, primer fin de semana de agosto.

## Turismo
El paisaje y la gastronomía constituyen dos buenas razones para conocer a fondo este término municipal, en el que, a lo largo del año, se celebran numerosas manifestaciones festivas de gran contenido etnográfico.
La capital municipal cuenta entre sus instalaciones deportivas, con un moderno circuito de "karting", en el que se realizan cursos de conducción, además de pruebas puntuables.